# Ларго (телесериал)
«Ларго» (англ. Largo) — канадский приключенческий телесериал снятый по комиксам Жанна Фанфрама и Филиппа Франка. Съемки проходили с 2001 по 2003 год. Всего было отснято два сезона сериала, включающего 37 эпизодов и пилотный выпуск.

## Сюжетная линия
Ларго Винслав — приёмный сын миллиардера Нерио Винча, президента транснациональной корпорации «W Group», тайно воспитываемый в католической школе на острове Сарьеван. После нераскрытого полицией Нью-Йорка убийства Нерио, Ларго получает управление делами отца. Теперь ему предстоит противостоять замыслам тайной Адриатической комиссии и узнать настоящую правду о своём происхождении.

## Персонажи

### Основные
- Ларго Винч, англ. Largo Winch (исполнитель роли Паоло Сеганти)
- Джой Арден, англ. Joy Arden (исполнитель роли Сидни Пенни)
- Саймон Овроннас, англ. Simon Ovronnaz (исполнитель роли Диего Воллрафф)
- Джон Салливан, англ. John Sullivan (исполнитель роли Сердж Хауди)
- Георгий Керенский, англ. Georgy Kerensky (исполнитель роли Джорди Джонсон)

### Периодические
- Мишель Кардиньяк, англ. Michel Cardignac (исполнитель роли Чарльз Пауэлл)
- Алисия Дэль Фэрилл, англ. Alicia Del Ferril (исполнитель роли Соня Бенезра)
- Вальдо Базетти, англ. Waldo Buzetti (исполнитель роли Тайрон Бенскин)
- Марисса, англ. Marissa (исполнитель роли Мешилль Анне Липпер)
- Ванесса Овроннас, англ. Vanessa Ovronnaz (исполнитель роли Виктория Санчес)
- Диана Мюррэй, англ. Diana Murray (исполнитель роли Агата Де Ла Болаи)
- Отец Морис де Беливо, англ. Father Maurice de Beliveau (исполнитель роли Вернон Добчефф)
- Нерио Винч, англ. Nério Winch (исполнитель роли Дэвид Кэррадайн)
- Моник Винч, англ. Monique Winch (исполнитель роли Кейт Вернон)

## Эпизоды сериала

### Пилот
1. The Heir (Наследник)

### 1 сезон
1. Legacy (Наследство)
2. Just Cause (Правое Дело)
3. Sins Of The Father (Грехи Отца)
4. Revenge / Vengeance (Отмщение)
5. Arctic Project (Арктический Проект)
6. AKA: Vanessa (Ванесса)
7. Blind Eye (Невидящее Око)
8. Queen Of Hearts (Червонная Дама)
9. Sylvia (Сильвия)
10. Nuclear Family (Ядерное Сообщество)
11. Contessa Vanessa (Графиня Ванесса)
12. Briefcase (Дипломат)
13. Endgame (Эндшпиль)
14. Redemption (Искупление)
15. Cheap Thrills (Опасные Игры)
16. Blast From The Past (Взрыв Из Прошлого)
17. Dear Abby (Милая Эбби)
18. Forget Me Not (Незабудка)
19. Flashback (Взгляд В Прошлое)
20. Court Of Last Resort (Суд Последней Инстанции)
21. Hunted (Загнанный)
22. Business As Usual (Обычное Дело)
23. See You In Court (Увидимся В Суде)
24. Revelations (Откровения)

### 2 сезон
1. Bloodlines (Кровные Узы)
2. A Breed Apart (Похищенное Потомство)
3. Love Hurts (Муки Любви)
4. Cold Hearted (Хладнокровный)
5. Skin Deep (Суперледи)
6. Psycho Killer (Виртуальный убийца)
7. Scent Of Suspicion (Запах Подозрения)
8. Killer Cardignac (Убийца Кардиньяк)
9. Hot Property (Опасное Поместье)
10. Rest And Relaxation (На Отдыхе)
11. Down On The Pharm (Дело Фармацевтов)
12. Errors Of Commission (Ошибки Комиссии)
13. Time In A Bottle (На Грани)